# 24 Themis
A 24 Themis a Naprendszer kisbolygóövében található aszteroida. Annibale de Gasparis fedezte fel 1853. április 5-én. Ez az első kisbolygó, melyen 2010-ben vízjeget és szerves vegyületeket találtak.